# So It Goes...
«So It Goes...» es una canción de la cantautora estadounidense Taylor Swift de su sexto álbum de estudio, Reputation (2017). Swift escribió la canción con los productores Max Martin, Shellback y Oscar Görres. Una incorporación de trap, EDM y synth pop, «So It Goes...» describe la vulnerabilidad de un narrador ante un amante. Algunos críticos destacaron la naturaleza sexual de la letra, mientras que varios consideraron que la canción era insustancial. Swift interpretó ocasionalmente la pista durante el segmento acústico de su Reputation Stadium Tour 2018.

## Antecedentes y escritura
Taylor Swift lanzó su quinto álbum de estudio, 1989, en octubre de 2014. La producción de synth pop de 1989 transformó el sonido y la imagen de Swift de un estilo country a un pop convencional. El álbum fue un éxito comercial, vendió más de cinco millones de copias en los Estados Unidos en un año y generó tres sencillos número uno del Billboard Hot 100. La BBC afirmó que el éxito solidificó el estatus de Swift como estrella del pop mundial.
Swift fue blanco de chismes de los tabloides durante la promoción de 1989. Su reputación de «la novia de Estados Unidos», resultado de su imagen sana e inocente, se vio empañada por relaciones publicitadas de corta duración y disputas con otras celebridades, incluida una disputa con el rapero Kanye West y la personalidad de los medios Kim Kardashian. Swift se volvió cada vez más reticente en las redes sociales, habiendo mantenido anteriormente una presencia activa con un gran número de seguidores y evitando interacciones con la prensa en medio de los tumultuosos asuntos. Concibió su sexto álbum de estudio, Reputation, como respuesta a la conmoción mediática que rodeaba a su persona.
Swift y los productores suecos Max Martin y Shellback escribieron varias canciones para Reputation. Durante una sesión de composición en la ciudad de Los Ángeles, Swift se topó con una pista instrumental producida por Oscar Görres que Shellback tocaba en su computadora. Swift escuchó la canción y le dijo: «Eso es especial. No he hecho nada parecido. ¿Podemos hacer eso?». Swift luego escribió la letra y compuso la melodía junto con Martin y Shellback, y los tres tuvieron una llamada FaceTime con Gorres para finalizar la canción, que se convirtió en «So It Goes...». Görres recordó que fue una sesión «extraña» para él porque acababa de salir de la ducha envuelto en una toalla, pero se mostró «muy agradecido por ello». Big Machine Records lanzó Reputation el 10 de noviembre de 2017; «So It Goes...» es la pista número 7.

## Composición y recepción
Swift escribió «So It Goes...» con sus productores, Max Martin, Shellback y Oscar Görres. Es un trap pop atmosférico, synth pop discreto, y una power ballad de EDM-pop.  «So It Goes...» es una canción de amor sobre la reflexión sobre cómo un nuevo interés amoroso podría ayudarla a salir de sus fijaciones, pero con preocupaciones de miedo y peligro. Swift se retrata a sí misma como atrapada e impotente frente a una fuerza mayor, mientras canta sobre dejarse rasguños en la espalda. Algunas de las letras indican cómo encontró el amor durante sus días más oscuros: And all the pieces fall/Right into place («Y todas las piezas caen/Justo en su lugar»). Swift también hace confesiones sobre el interés amoroso en la canción: I'm so chill/But you make me jealous («Estoy tan tranquila/Pero me pones celosa»). El título se consideró una referencia a una frase popularizada por la novela Matadero cinco (1969) de Kurt Vonnegut.
Taylor Maple de Bustle describió «So It Goes...» como «una reminiscencia de una relación que perdura a pesar de la atención pública o del estrés que la acompaña», conectándola con cómo se conocieron Swift y su entonces novio, el actor británico Joe Alwyn. Kayleigh Roberts y Samantha Olson de Cosmopolitan también establecieron conexiones con la relación de Swift y Alwyn. Wendy Michaels de Elite Daily describió la letra de la canción como sexual y apasionante. Craig Jenkins de Vulture elogió en su reseña de Reputation que la canción «[pesa] la libertad de estar uno soltero frente al magnetismo irresistible de una atracción creciente». Ashley Iasemone, escribiendo para Billboard en 2020, comparó la canción con «Mirrorball», del octavo álbum de estudio de Swift, Folklore, y explicó además que ambas canciones «presentan una sensación de ilusión y una sensación abrumadora de estar atrapado en un momento». Chris Willman de Variety aplaudió la canción como un «tizón que mancha los labios», Rob Harvilla de The Ringer encuentra la canción «incómoda y tonta», y Geoff Nelson de Consequence la comparó con el segundo álbum de Lorde, Melodrama.
Varios críticos consideraron «So It Goes...» como una canción más débil en la discografía de Swift. Chris Richards de The Washington Post publicó una crítica negativa de la canción, describiéndola como un intento de «rapear como Travis Scott». Alex Hopper de American Songwriter clasificó la canción como nueve de diez de las canciones menos reproducidas en cada álbum de Taylor Swift, y explicó además que «no es tan poderosa como [otras canciones de Reputation]». Jamieson Cox de Pitchfork describió «So It Goes...» como «trap-pop de nivel de reemplazo». George Fenwick de The New York Herald consideró la canción insignificante, pero digna de vergüenza. Hannah Mylrea de NME y Lindsay Zolatz de The Ringer consideraron la pista «de relleno», la primera también la llamó «somnolienta». Jane Song de Paste criticó su «falta de pegadiza», y Nate Jones de Vulture escribió que la canción «va y viene sin causar mucho impacto».

## Interpretaciones en vivo

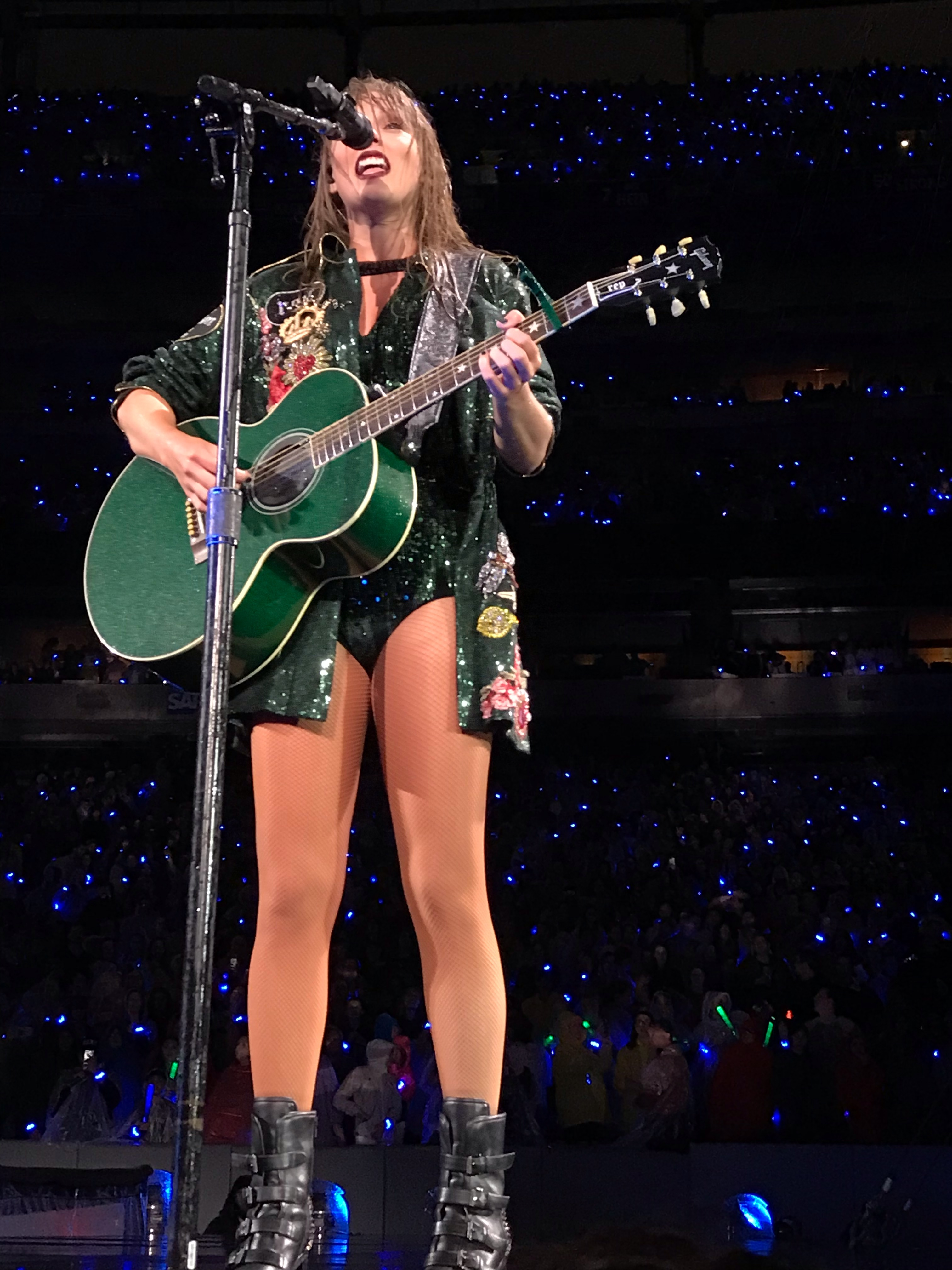
Swift ocasionalmente tocó «So It Goes...» durante el segmento acústico de su gira Reputation Stadium Tour 2018.

Swift interpretó «So It Goes...» en su Reputation Stadium Tour en fechas seleccionadas, como canción sorpresa y en lugar de «Dancing with Our Hands Tied». La canción fue excluida del set list de The Eras Tour, pero fue interpretada como canción sorpresa en el show del 20 de noviembre de 2023 en Río de Janeiro.

## Créditos y personal
Los créditos están adaptados de las notas de Reputation.
- Taylor Swift – voz, productor ejecutivo
- Max Martin – productor, teclados, programación
- Shellback – productor, teclados, programación
- Oscar Görres – productor, teclados, programación, piano
- Michael Ilbert - ingeniero
- Sam Holland - ingeniero
- Cory Bice - ingeniero asistente
- Jeremy Lertola - ingeniero asistente
- Serban Ghenea – mezcla
- John Hanes – ingeniero de mezcla
- Randy Merrill – masterización